# Rue Chabanais
La rue Chabanais est une voie du 2e arrondissement de Paris, en France.

## Situation et accès
La rue Chabanais est une voie publique située dans le 2e arrondissement de Paris. Elle débute au 22, rue des Petits-Champs et se termine au 9, rue Rameau.

## Origine du nom
Elle porte le nom de Claude Théophile Gilbert Colbert, marquis de Chabanais (1734-1789), propriétaire de l'hôtel de Saint-Pouanges dont dépendait le terrain qu'il lotit et vendit afin de s'installer rue d'Artois, dans le quartier du Faubourg-Saint-Honoré alors à la mode.

## Historique
Par lettres patentes, le marquis de Chabanais est autorisé en 1773 à ouvrir une voie nouvelle :
« Louis, par la grâce de Dieu, etc. Ordonnons, voulons et nous plait ce qui suit :
Article 1 : il sera ouvert aux frais du sieur Claude Théophile Gilbert Colbert, marquis de Chabanois, sur le terrain de l'hôtel de Saint-Pouanges à lui appartenant, sis rue Neuve-des-Petits-Champs, une nouvelle rue formant équerre, donnant d'un bout dans la rue Neuve-des-Petits-Champs et de l'autre dans la rue Sainte-Anne, et ayant dans toute son étendue vingt-quatre pieds de largeur, laquelle portera le nom de Chabanois, etc. Donné à Versailles, le 10e jour d'avril, l'an de grâce 1773, et de notre règne le 58e. Signé Louis. »
Les travaux ne sont pas immédiatement réalisés et de nouvelles lettres-patentes lui sont accordées le 4 juin 1775. L'opération est exécutée en 1776, ainsi que le constate un procès-verbal d’alignement dressé par le bureau de la ville le 21 mai de cette année. 
Une ordonnance du 26 mai 1838 prescrit le prolongement en ligne droite jusqu’à la rue Rameau de la partie de la rue de Chabanois prenant naissance à la rue Neuve-des-Petits-Champs, dans le prolongement de la rue Lulli. L'ancienne partie de la voie qui débouche dans la rue Sainte-Anne est renommée « rue Chérubini » par une ordonnance du 5 août 1844.

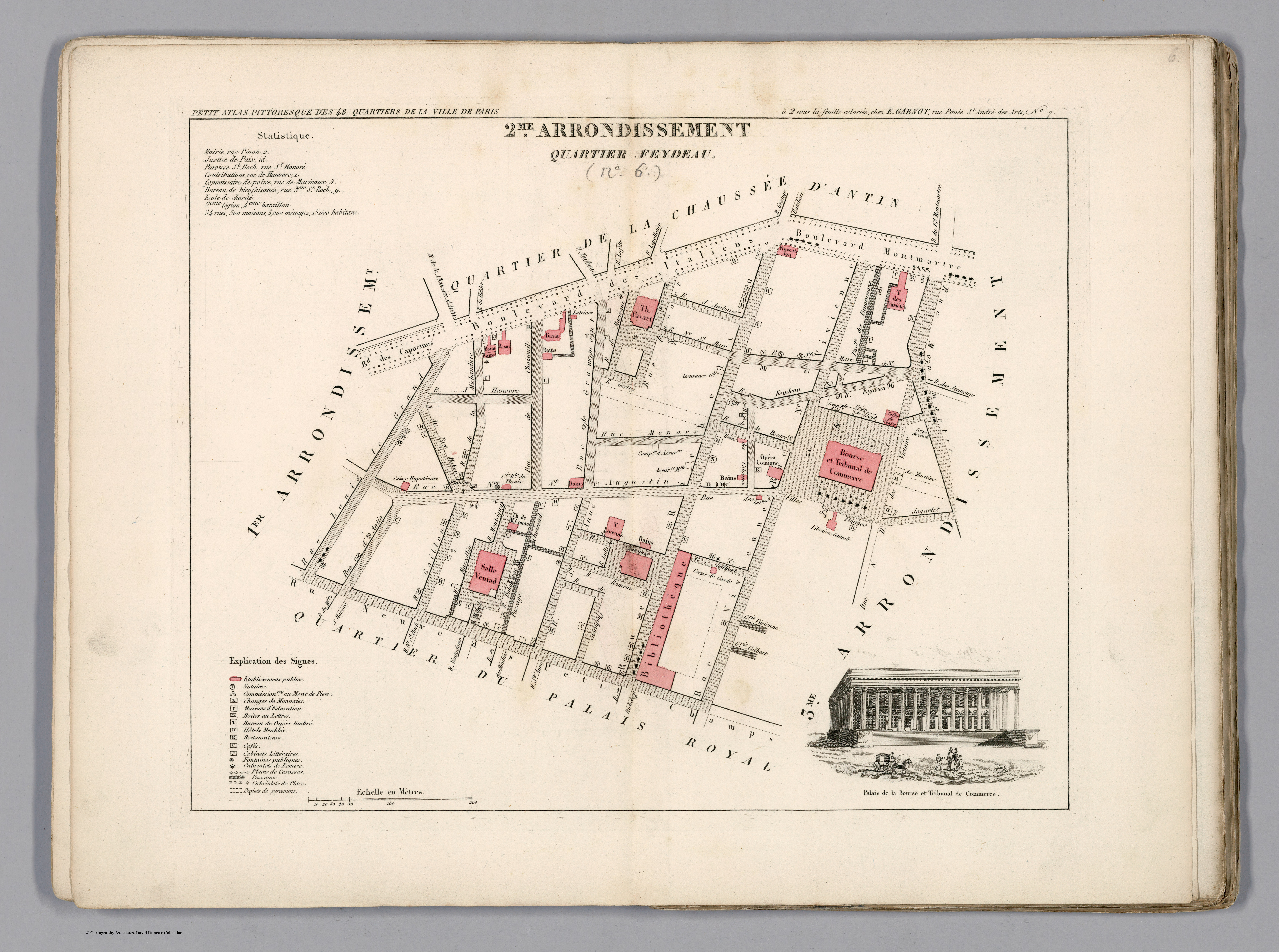
Plan du quartier Feydeau dans l'ancien 2e arrondissement en 1834.

## Bâtiments remarquables et lieux de mémoire
- Claude-Henri de Rouvroy de Saint-Simon y a occupé un hôtel[4].
- No 1 : immeuble où vécut le peintre Étienne-Jean Delécluze (1781-1863) et où naquit son neveu, l'architecte Eugène Viollet-le-Duc (le père de celui-ci, Emmanuel-Louis-Nicolas Viollet-le-Duc, y vécut). Deux plaques leur rendent hommage. Le lieu abrite maintenant une galerie d'art érotique évoquant notamment les maisons closes du quartier[5].
- No 2 : l’horloger Henri Robert (1795-1874) y déménagea, au 1er étage, depuis la rue du Coq-Saint-Honoré affectée par le remaniement des rues adjacentes au Louvre pour l’extension des arcades de la rue de Rivoli, l’atelier où il fabriquait ses appareils uranographiques.
- No 4 : La Champmeslé (du nom de Mademoiselle de Champmeslé), l'un des plus anciens bars lesbiens de Paris, ouvert au début des années 1970[6].
- No 6 : immeuble où résida Hector Fabre (1834-1910), le premier représentant officiel du Québec en France. Une plage lui rend hommage.
- No 10 : immeuble où le poète et journaliste Sébastien-Roch Nicolas de Chamfort tenta de se donner la mort le 14 novembre 1793 (il mourut des suites de sa tentative le 13 avril 1794). Une plaque lui rend hommage.
- No 11 : galerie Au bonheur du jour dirigée par Nicole Canet.
- No 12 : hôtel particulier où vécut après la Terreur la comtesse de Sérilly, et qui devint plus tard Le Chabanais, célèbre maison close de la fin du XIXe siècle et du début du XXe siècle.
- No 14 : adresse des éditions Alphonse Leduc 1842.

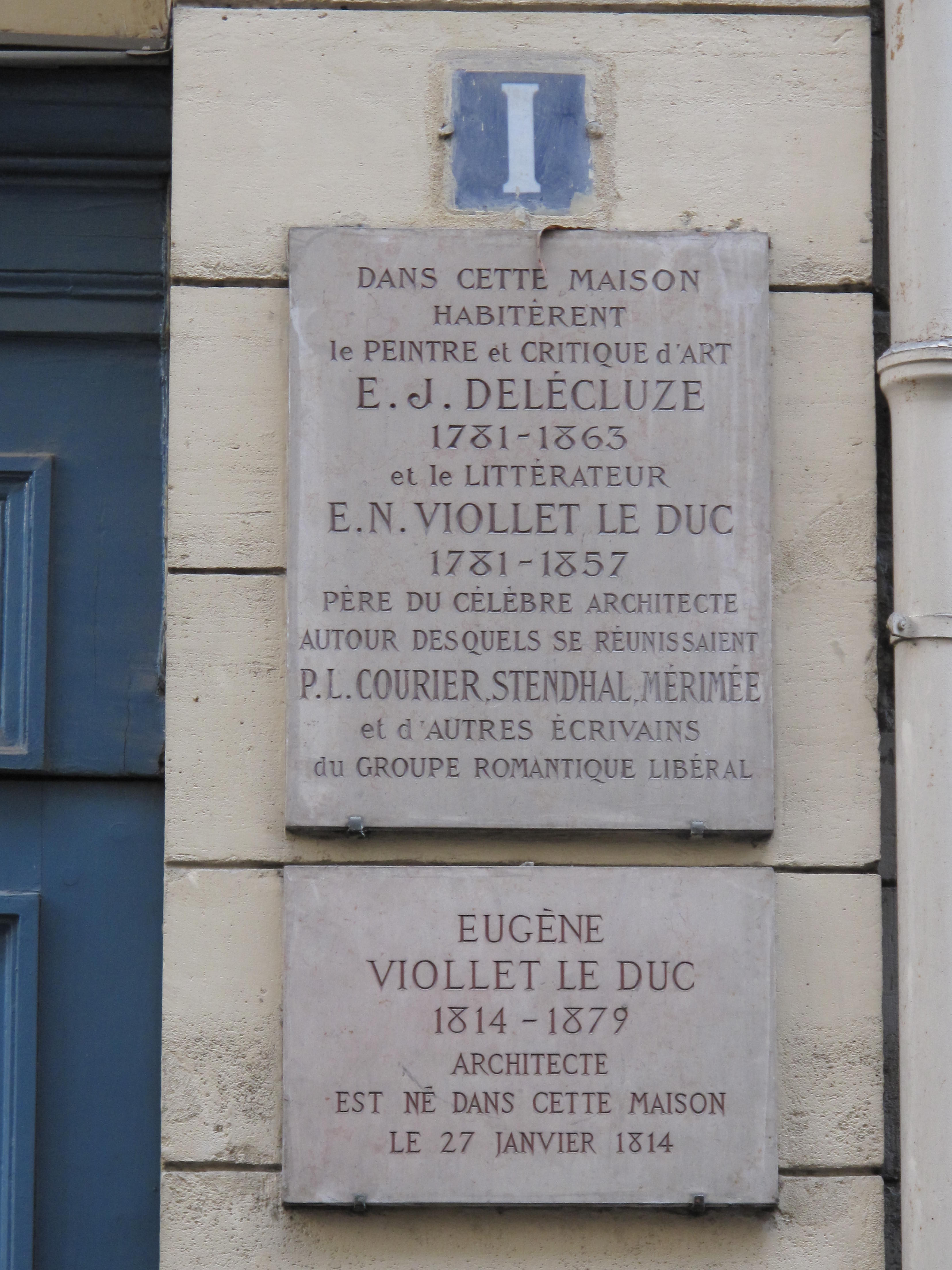
Plaque commémorative sur la façade du 1, rue Chabanais.
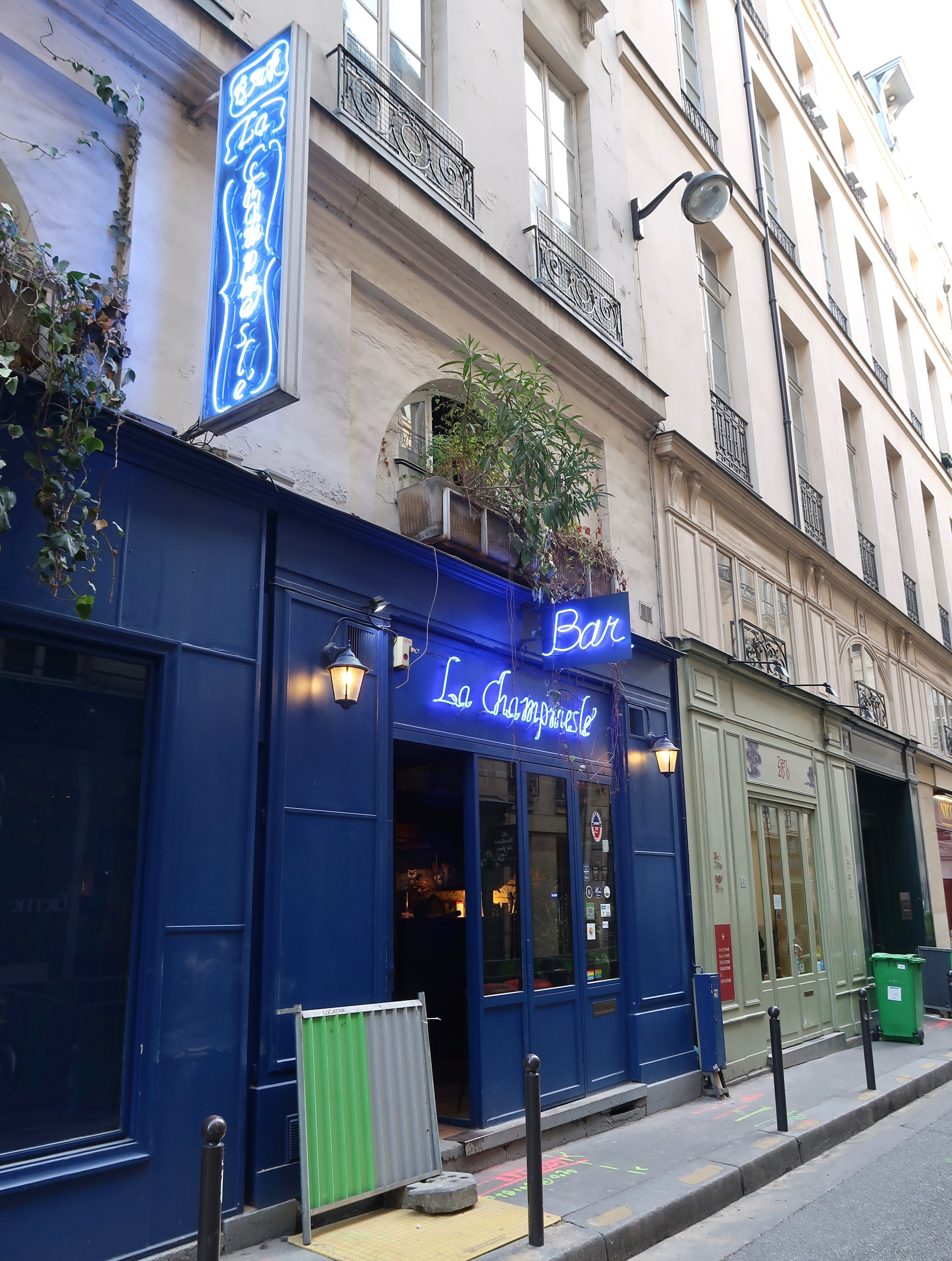
No 4.
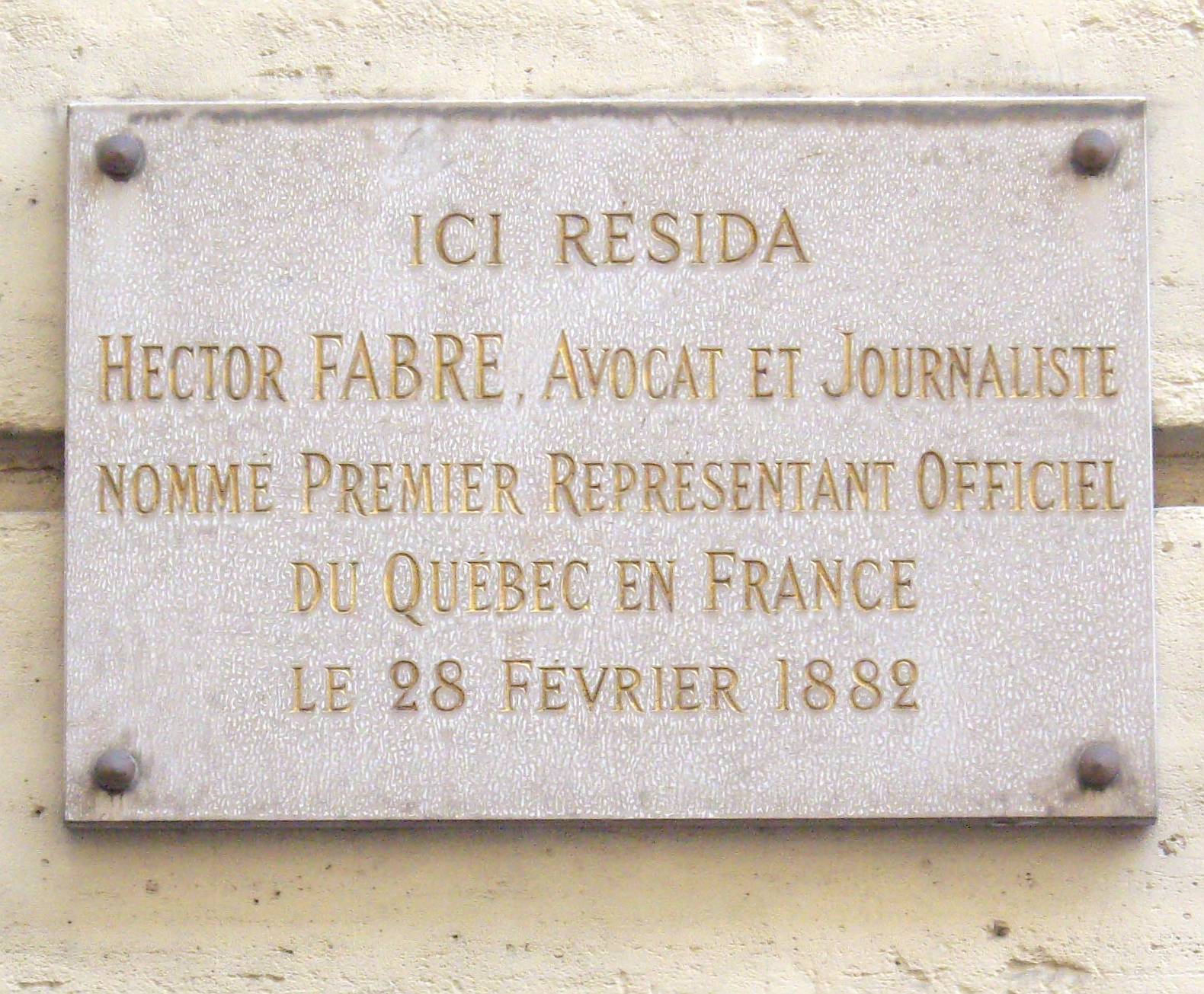
Plaque au no 6, immeuble qu'habita Hector Fabre, le premier représentant officiel du Québec en France.
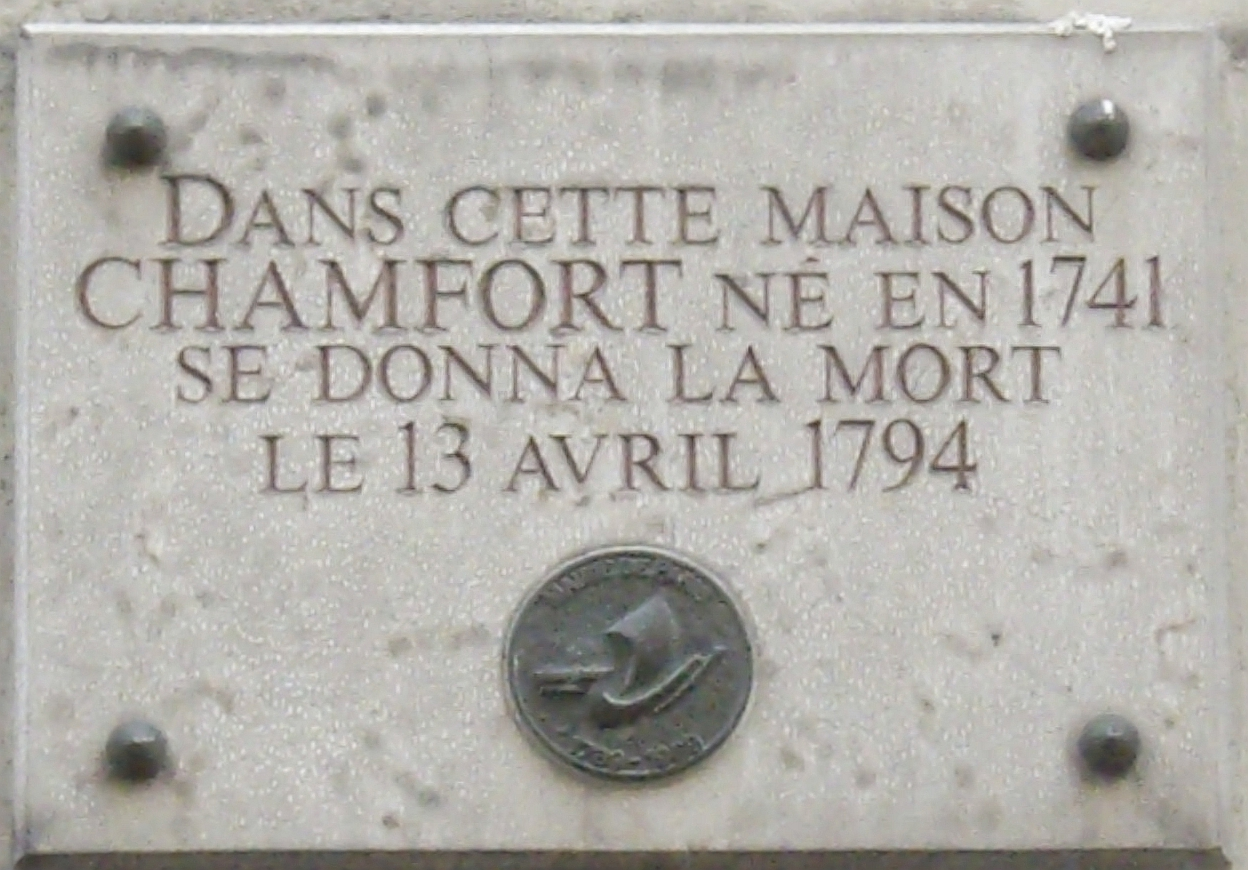
Plaque au no 10.

## Pour approfondir